# Giulia maggiore (sorella di Cesare)
Giulia maggiore (fl. I secolo a.C.) è stata una donna romana, sorella di Gaio Giulio Cesare.

## Biografia
Era figlia di Aurelia Cotta e Gaio Giulio Cesare (il vecchio), e sorella di Giulia minore che fu nonna di Augusto.
Si è ipotizzato che fosse la madre di due dei nipoti di Cesare menzionati insieme ad Ottaviano nel suo testamento, ovvero Lucio Pinario e Quinto Pedio, i quali sarebbero stati troppo anziani per esserne invece i pronipoti. Di conseguenza si è ipotizzato che questa sorella più anziana avesse contratto due matrimoni, da ciascuno dei quali sarebbe nato un figlio.